# Tuy Dương, Thương Khâu
Tuy Dương (chữ Hán giản thể: 睢阳区, Hán Việt: Tuy Dương khu) là một quận của địa cấp thị Thương Khâu, tỉnh Hà Nam Cộng hòa Nhân dân Trung Hoa. Quận Tuy Dương có diện tích 913 km², dân số năm 2019 là 860.400 người. Quận Tuy Dương được chia ra thành các đơn vị hành chính gồm 4 nhai đạo, 4 trấn và 10 hương. Quận này nguyên là huyện Thương Khâu được nâng cấp.